# Eucera excisa
Eucera excisa là một loài Hymenoptera trong họ Apidae. Loài này được Mocsáry mô tả khoa học năm 1879.